# BTI Befestigungstechnik
Die BTI Befestigungstechnik GmbH & Co. KG ist ein Händler von Montage- und Befestigungstechnik im Bauhandwerk mit Hauptsitz in baden-württembergischen Ingelfingen. BTI gehört seit der Gründung zur Berner-Unternehmensgruppe.

## Geschichte
Gegründet wurde die BTI 1972 von Albert Berner, der 1957 bereits den Grundstein zur Berner-Unternehmensgruppe gelegt hatte.
Im Jahr 2007 wurde der Krähe-Versand, ein Spezialversender für Berufskleidung, im württembergischen Schlierbach, Landkreis Göppingen, übernommen. Krähe wurde 2014 wieder verkauft.
BTI übernahm im Juli 2010 die Firma Udo Bär, einem Spezialversender für Büro- und Betriebseinrichtungen mit Sitz in Duisburg. Bär wurde 2017 wieder verkauft.

## Unternehmensstruktur
Zur BTI-Gruppe gehören folgende Unternehmen (Stand: 31. März 2022):
- BTI Holding SE
- BTI Befestigungstechnik GmbH & Co. KG
- BTI Grundstücks GmbH & Co. KG
- BTI Befestigungstechnik Verwaltungsgesellschaft mbH
- BTI Verwaltungs GmbH
- BTI Grundstücksverwaltungs GmbH

Der Vertrieb erfolgt in Deutschland über Außendienstmitarbeiter und den Internet-Shop.
Ein weiterer Vertriebsweg des Unternehmens sind die vierzehn „Handwerker-Center“ in ganz Deutschland (Berlin-Ost, Berlin-Süd, Chemnitz, Dresden, Essen, Frankfurt a. M., Künzelsau, Leipzig, München, Niedernhall, Nürnberg, Hamburg, Stuttgart u. Regensburg), die eine Auswahl aus dem BTI-Sortiment zur Deckung des Sofortbedarfs bieten.

## Produkte
Das BTI-Angebot umfasst mehr als 100.000 Artikel aus den Sparten Dübeltechnik, Dach-Montagesysteme, Bohren/Sägen/Schleifen/Trennen, Schraub- und Verbindungstechnik, Elektromontagetechnik, Sanitär/Heizung/Klima, Brandschutz, chemisch-technische Produkte, Werkzeuge, Lager-/Transport- und Baustellenbedarf, Mess- und Prüftechnik/Lasertechnik, Elektro- und Druckluftwerkzeuge.
Hinzu kommen komplette Systemlösungen in der Fenstermontage mit dem BTI-4W-System, im Dachbereich mit dem 4R-System und im Bereich der Rohrbefestigung mit „Rund ums Rohr“. Das 4W-System ist ein System, das innere, mittlere und äußere Abdichtung sowie die Befestigung beim Fenstereinbau gemäß den Vorgaben nach RAL erfüllt. Das System besitzt das Prüfsiegel des IFT Rosenheim (Institut für Fenstertechnik e. V.).
Das 4R Wind- und Luftdichtheitssystem im Dachbereich bietet dauerhafte Sicherheit in der Innen- und Außenanwendung. Die aufeinander abgestimmten Systemkomponenten gewährleisten außerdem eine dauerhafte Funktion nach DIN 4108-7 und der Energieeinsparverordnung.
Mit „Rund ums Rohr“ bietet BTI Systemlösungen für Brandschutz, Dämmung und Rohrbefestigung an. Zu dem Service gehören auch die Erarbeitung von Befestigungslösungen sowie die Anfertigung von Montagezeichnungen und Stücklisten. Statische Berechnungen und ein Beratungsservice vor Ort auf der Baustelle werden ebenfalls angeboten.
Der Bereich F3 Functional Wear ist die Produktreihe rund um das Thema Arbeitskleidung und Arbeitsschutz (PSA).